# Хайке Холбайн
Хайке Холбайн (на немски: Heike Hohlbein) е германска писателка на произведения в жанра научна фантастика, фентъзи, хорър, трилър и детска литература, като съавтор на съпруга си писателя Волфганг Холбайн.

## Биография и творчество
Хайке Холбайн е родена на 3 ноември 1954 г. в Нойс, Северен Рейн-Вестфалия, Германия. През 1971 г. тя се запознава с Волфганг Холбайн, с когото се омъжва през 1974 г. Работи в областта на грънчарството.
Участва като съавтор в част от книгите на Волфган Холбайн, като дава мтого идеи особено във фентъзи жанра. Заедно са едни от най-успешните фантастични автори в Германия.
Първата им книга „Вълшебна луна“ от поредицата „Енвор – Края на света“ е пуликувана през 1983 г.
През 2014 г. участва в краткото риалити шоу на RTL II „Die Hohlbeins – Eine total fantastische Familie“.
Хайке Холбайн живее със семейството си близо до Нойс в Северен Рейн-Вестфалия. Дъщеря ѝ Ребека Холбейн също стаева писателка.

## Произведения
в съавторство с Волфганг Холбайн

### Самостоятелни романи
- Elfentanz (1984)
- Die Heldenmutter (1985)
- Midgard (1987)
- Drachenfeuer (1988)
- Der Greif (1989)
- Spiegelzeit (1991)
- Unterland (1992)
- Die Prophezeiung (1993)
- Die Bedrohung (1994)
- Dreizehn (1995)
- Schattenjagd (1996)
- Katzenwinter (1997)
- Krieg der Engel (1999)
- Das Buch (2003)
- Silberhorn (2009)
- Die wilden Schwäne (2014)

### Серия „Енвор – Края на света“ (Märchenmond)
1. Märchenmond (1983)
Вълшебна луна, изд.: „ИнфоДАР“, София (2007), прев. Емануил Томов
2. Märchenmonds Kinder (1990)
3. Märchenmonds Erben (1998)

- Das Märchen von Märchenmond (1999)
- Die Zauberin von Märchenmond (2005)

### Серия „Легендата за Камелот“ (Die Legende von Camelot)
1. Gralszauber (2000)
2. Elbenschwert (2001)
3. Runenschild (2002)

### Серия „Андерс“ (Anders)
1. Die tote Stadt (2004)
Мъртвият град, изд.: „ИнфоДАР“, София (2008), прев. Марина Михова
2. Im dunklen Land (2004)
В страната на мрака, изд.: „ИнфоДАР“, София (2008), прев. Емануил Томов
3. Der Thron von Tiernan (2004)
4. Der Gott der Elder (2004)

### Серия „Генезис“ (Genesis)
1. Eis (2006)
2. Stein (2006)
3. Diamant (2006)